# Suho meso

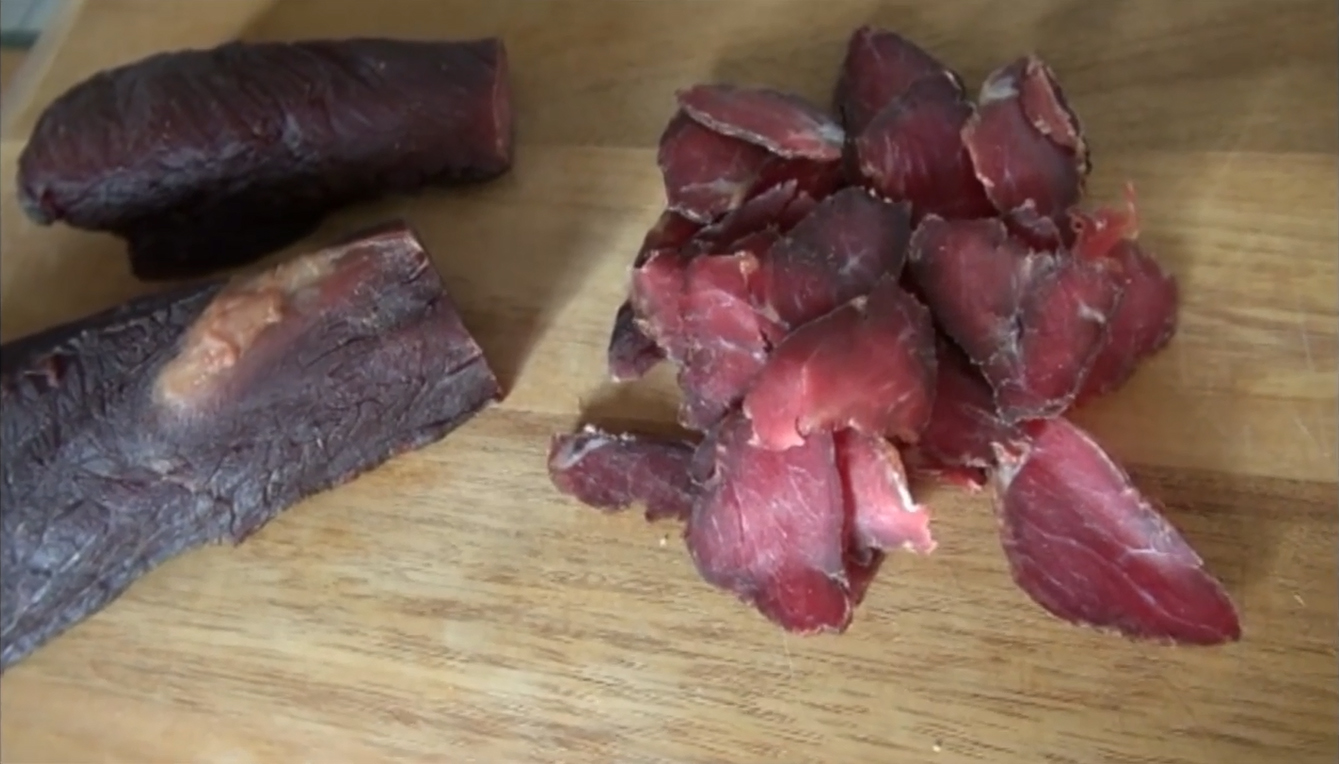
Suho meso

El Suho meso o Suvo (literalmente: "carne seca") es un tipo de carne deshidratada de res vacuna que se sala, seca y se le realiza el ahumado. Este producto es muy utilizado en la cocina Bosnia y Serbia.